# Poolbillard 1999
Die Poolbillard-Saison 1999 war eine Serie von Poolbillard-Turnieren, die von der World Pool-Billiard Association veranstaltet wurden.

## Saisonergebnisse
| Datum                           | Turnier                                   | Austragungsort   | Disziplin      | Sieger               | Finalist             | Ergebnis |
| 28. Januar bis 30. Januar       | ET 36 – Portugal Open 1999                | Lissabon         | 9-Ball         | Ralf Souquet         | Dieter Johns         |          |
| 18. März bis 20. März           | ET 37 – Turkey Open 1999                  | Antalya          | 9-Ball         | Ralph Eckert         | Christian Reimering  |          |
| 2. April bis 5. April           | ET 38 – German Open 1999                  | Neuwied          | 9-Ball         | Alex Lely            | Francisco Bustamante |          |
| 18. Juni bis 20. Juni           | ET 39 – Russian Open 1999                 | Sankt Petersburg | 9-Ball         | Ralf Souquet         | Samuel Clemann       |          |
| 20. August bis 22. August       | World Pool Masters 1999                   | Thurrock         | 9-Ball         | Alex Lely            | Efren Reyes          |          |
| 25. August bis 26. August       | International Challenge of Champions 1999 | Uncasville       | 9-Ball         | Francisco Bustamante | unbekannt            |          |
| 8. September bis 11. September  | ET 40 – German Open 1999                  | Krefeld          | 9-Ball         | Ralf Souquet         | Mika Immonen         |          |
| 21. September bis 26. September | US Open 9-Ball 1999                       | Chesapeake, VA   | 9-Ball         | Johnny Archer        | unbekannt            |          |
| 28. Oktober bis 31. Oktober     | ET 41 – Finland Open 1999                 | Tampere          | 9-Ball         | Marcus Chamat        | Niels Feijen         |          |
| 16. Dezember bis 19. Dezember   | Mosconi Cup 1999                          | Bethnal Green    | 9-Ball         | USA                  | Europa               | 12:7     |
|                                 | World Pool League 1999                    | Warschau         | 9-Ball         | James Rempe          | Efren Reyes          |          |
|                                 | 9-Ball-Weltmeisterschaft 1999             | Alicante         | 9-Ball         | Nick Varner          | Jeremy Jones         |          |
|                                 | Europameisterschaft 1999                  | Posen            | 14/1 endlos    | Tom Storm            | Oliver Ortmann       |          |
| 8-Ball                          | Europameisterschaft 1999                  | Posen            | Ralf Souquet   | Peter Nielsen        |                      |          |
| 9-Ball                          | Europameisterschaft 1999                  | Posen            | Oliver Ortmann | Samuel Clemann       |                      |          |